# Диазометан
Диазомета́н — соединение с брутто-формулой CH2N2, имеющее следующее строение:
В чистом виде диазометан — газ жёлтого цвета. Для лабораторной практики, как правило, он используется в виде раствора в диэтиловом эфире. Удобный источник карбеновых радикалов и мягкий алкилирующий агент.

## Получение
- Наиболее удобным лабораторным способом является действие 30 % щёлочи на бис(N-метил-N-нитрозоамид) фталевой кислоты[5]:

- Другой вариант: реакция N-метил-N-нитрозо-пара-толуолсульфонамида или 1-метил-3-нитро-1-нитрозогуанидина с гидроксидом натрия или калия при нагревании[6]:

- Возможно получение из хлороформа и гидразина в щелочной среде[7]:

{\displaystyle {\ce {CHCl3 + N2H4 + 3OH- ->H2C=N+N- + 3Cl- + 3H2O}}}

## Химические свойства
Химические свойства диазометана могут быть описаны с точки зрения наличия резонанса:
- При пиролизе диазометана образуется карбен CH2: — высокореакционная короткоживущая частица, которая легко присоединяется по двойной или тройной связи:

1. Первый этап — образование карбена:
CH2=N=N → CH2: + N2 (пиролиз или фотолиз диазометана)
2. Второй этап — присоединение карбена с образованием циклосоединений:
- При протонировании диазометана образуется метилдиазоний-катион:

Благодаря этому свойству, диазометан довольно легко вступает в реакции алкилирования:
R-COOH + CH2N2 → R-COOCH3 + N2
R-OH + CH2N2 → R-OCH3 + N2
R-CHO + CH2N2 → R-CO-CH3 + N2
Кетоны в реакции с диазометаном дают смесь продуктов (реакция Бухнера — Курциуса — Шлоттербека):
- Важнейшей является реакция Арндта — Эйстерта — превращение карбоновой кислоты в её ближайший гомолог с использованием диазометана:

## Безопасность
Диазометан токсичен при вдыхании, а также при контакте с глазами и кожей. Симптомы отравления включают дискомфорт в груди, головную боль, слабость, в тяжелых случаях — коллапс. Симптомы могут проявляться не сразу. Описаны случаи смертельных отравлений. Как и другие алкилирующие агенты, диазометан может проявлять канцерогенные свойства, однако обычно их перекрывает острая токсичность диазометана.
CH2N2 способен детонировать при контакте с острыми гранями твёрдых предметов, в частности, с трещинами в стекле и со шлифованными поверхностями. По той же причине, для осушения эфирного раствора CH2N2 рекомендуется использовать гранулированный KOH. Приготовление растворов диазометана следует проводить, используя защитный экран.